# Ambroży Łaszcz
Ambroży Łaszcz herbu Prawdzic (zm. przed 1578) – poseł na sejm piotrkowski 1562/1563 roku, sejm 1570 roku z województwa bełskiego, podpisał konfederację w czasie bezkrólewia w 1572 roku.
Studiował na Akademii Krakowskiej w 1546 roku.